# Mogens Ege

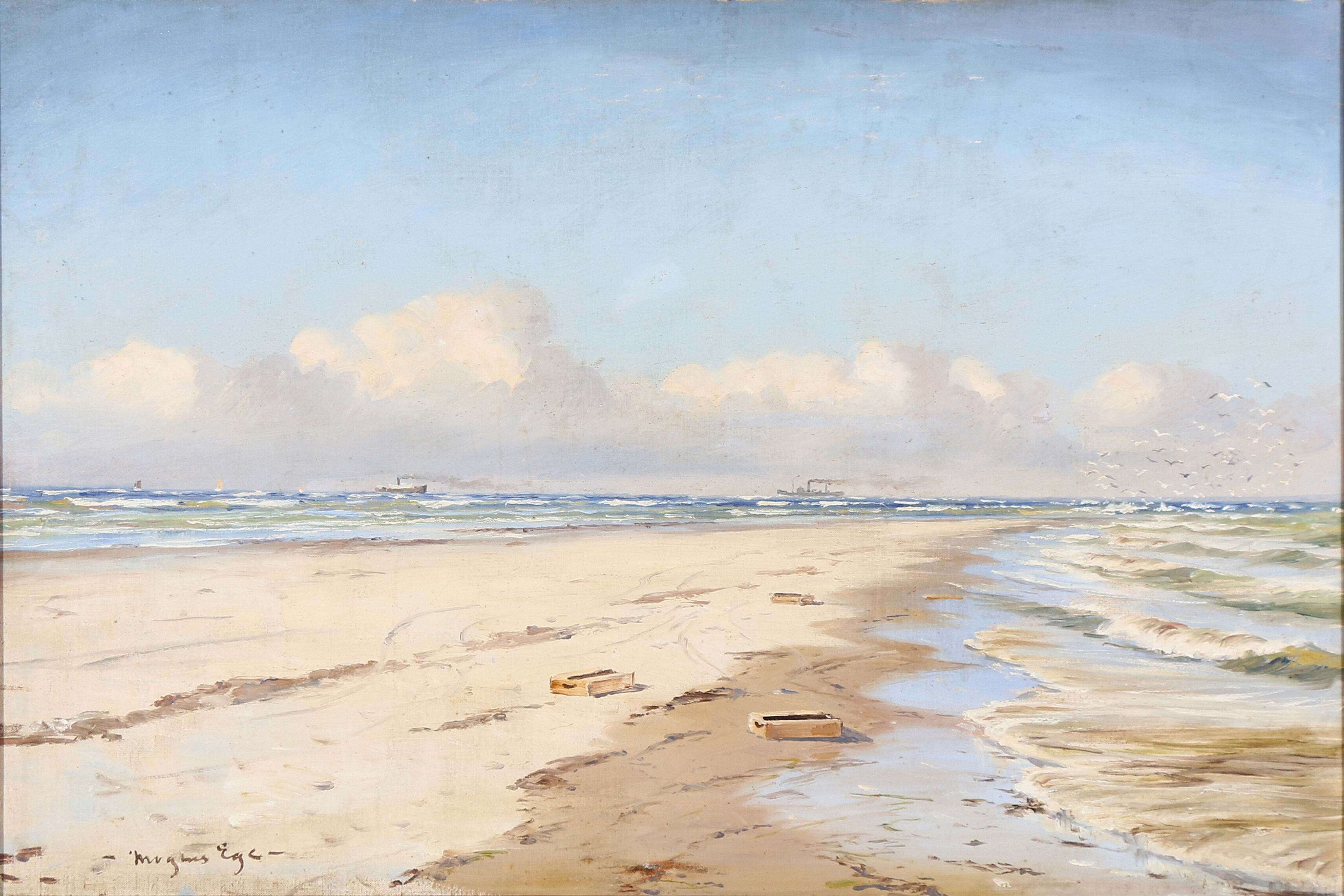
Partie in Grenen.

Mogens Egil Ege (* 4. Oktober 1893 in Kopenhagen; † 15. Juli 1946 in Allinge) war ein dänischer Maler.

## Leben
Mogens Egil Ege wurde als Sohn eines leitenden Angestellten der Kopenhagener Hafenbehörde geboren. Mogens malte mit 14 Jahren sein erstes Ölgemälde mit Motiven aus Christianshavn. Sein Vater hatte für ihn wie für seinen Bruder Tage eine akademische Laufbahn vorgesehen und hielt wenig von seinem künstlerischen Talent. Dennoch sprach er mit ihm an der Königlich Dänischen Kunstakademie vor, und Mogens Ege wurde aufgenommen. Er studierte dort von 1911 bis 1914. Schon 1910 besuchte er erstmals Bornholm, wohin er fast jeden Sommer zurückkehrte.
Um 1917 kam Mogens Ege nach Bornholm und bezog gemeinsam mit einem Malerfreund das Dachgeschoss des Hauses Storetorv 12 in Rønne. Beide hatten wenig Geld und malten viel. Ihrem Vermieter, Kaufmann Adolf Olsen, zahlten sie die Miete mit einem Bild, das Mogens Ege nach einer Postkarte malte: Taylors Falls am St. Croix River. Während des Ersten Weltkriegs leistete Ege seinen Wehrdienst in Ryvangen. Nach Kriegsende reiste er nach Paris, wo er neben der Malerei sehr empfänglich für das Leben als Bohème war. Er reiste mit dem auf Fünen geborenen Maler Peter Hansen weiter nach Italien. Später bereiste er auch Indien und zwei Mal die Vereinigten Staaten.
Um 1920 lernte er Vibeke Holbøll, die Tochter des Postmeisters Einar Holbøll, kennen und heiratete sie. In der Folge konnte er die dänische Weihnachtsbriefmarke von 1923 gestalten. 1924 reiste er mit seiner Frau für mehrere Jahre nach New York, wo er viel malte und mehrere Ausstellungen hatte. Gleichzeitig scheiterte die Ehe mit Vibeke Holbøll. In den Folgejahren reiste Ege viel im In- und Ausland. 1930 malte er drei große Gemälde mit Motiven der Schlösser Kronborg, Frederiksborg und Fredensborg für die Sparkasse Frederiksborg. Vom Honorar reiste er sofort nach Paris.
1931 traf Ege beim Malen in Vang auf Bornholm Rigmor Nielsen, die Tochter des örtlichen Schmieds. 1932 heirateten sie, 1933 wurde ihr Sohn Torben geboren. Die Familie wohnte winters in Hellerup bei Kopenhagen, im Frühling fuhren sie mit der østbornholmske Dampskibsselskab nach Allinge auf Bornholm. Ege malte viel in mehreren Hotels, die in der Folge reich mit seinen Bildern geschmückt wurden. Die Kritiken seiner zahlreichen Ausstellungen der 1930er Jahre lobten seine kräftigen und starken Farben sowie seine Motivwahl in Bornholms Natur und Küste. 1943 zog Familie Ege dauerhaft nach Allinge.
Ege war mit den Malern Herman Jensen und Peder Mørk Mønsted befreundet.

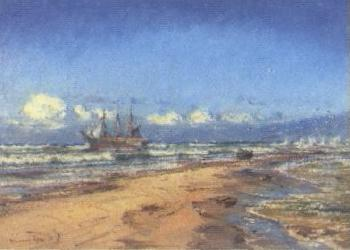
Gestrandetes Schiff bei Skagen.

## Ausstellungen (Auswahl)
- 1920: Einzelausstellung in Kopenhagen
- 1925: Gemeinschaftsausstellung in New York[1]
- 1926: Einzelausstellung in New York
- 1930: Einzelausstellung Hotel Postgaard, Holbaek, 30 Bilder
- 1933: Einzelausstellung im Hotel Phoenix, Assens
- 1935: Einzelausstellung im Hotel Scandinavia, Solna, 34 Bilder
- 1936: Einzelausstellung im Hotel Langeland, Rudkøbing

## Werke
- 1913: Dampfschiffe im Kieler Hafen (Öl auf Leinwand, 54 cm × 57 cm) in der Sammlung des Stadtmuseum Kiel im Warleberger Hof
- 1923: En grønlandsk Konebaad (dt.: Ein grönländisches Frauenboot), Entwurf der dänischen Weihnachtsmarke ähnlich deutschen Wohlfahrtsmarken.
- 1923: Einar Holbøll, Porträt
- Taylors Falls am St. Croix River (Öl auf Leinwand)
- 1925: City Hall in Snow[1]
- 1925: Afternoon[1]